# EN 61378
Die Europäische Norm EN 61378 befasst sich mit Stromrichtertransformatoren. Teil 1 beschreibt Anforderungen an Leistungstransformatoren, die für den Einsatz in Halbleiterstromrichteranlagen bestimmt sind, und Teil 2 Anforderungen für ölgefüllte Einphasen- und Drehstrom-Stromrichtertransformatoren von HGÜ-Anwendungen. Teil 3 stellt eine Erweiterung zu Teil 1 und Teil 2 dar, der Anforderungen für den Betrieb von Transformatoren an spannungsgeführten Umrichtern beschreibt. 
Stromrichtertransformatoren, die nach Teil 1 als Öl- und Trockentransformatoren ausgeführt sein können, sollen diese bis auf in der Norm genannte Ausnahmen IEC 60076 entsprechen. In Teil 2 wird darauf hingewiesen, dass Transformatoren, die unter diesen Teil fallen, den Betriebsbedingungen von IEC 60076-1 entsprechen müssen. Für Stromrichtertransformatoren, die unter Teil 1 oder unter IEC 60310 Stromrichtertransformatoren für Bahnanwendungen fallen, gilt Teil 2 nicht.
Deutsche DIN-Fassungen der Europäischen Norm EN 61378 (IEC 61378) (beziehungsweise die entsprechenden VDE-Richtlinien) für Stromrichtertransformatoren sind:
| DIN EN           | DIN VDE         | IEC         | DIN EN Stand | DIN EN Titel                                 |
| ---------------- | --------------- | ----------- | ------------ | -------------------------------------------- |
| DIN EN 61378-1   | DIN VDE 0532-41 | IEC 61378-1 | 05-2012      | Transformatoren für industrielle Anwendungen |
| DIN EN 61378-2   | DIN VDE 0532-42 | IEC 61378-2 | 11-2001      | Transformatoren für HGÜ-Anwendungen          |
| E DIN EN 61378-3 | DIN VDE 0532-43 | IEC 61378-3 | 06-2021      | Anwendungsrichtlinie                         |